# Daniela Silverio
Daniela Silverio est une actrice italienne active au cinéma et à la télévision entre 1973 et 1998. Elle est également réalisatrice et documentariste du court-métrage Tre giorni intorno al Sacro Kailash (2002). 

## Biographie
Elle a commencé sa carrière d'actrice en 1973 dans le film Les Amazones font l'amour et la guerre d'Alfonso Brescia puis en 1975 dans La Dernière Femme de Marco Ferreri aux côtés de Gérard Depardieu et Ornella Muti. Au théâtre, elle joue dans une pièce très remarquée, Scarface, avec Victor Cavallo (it), avec lequel elle a fait une tournée en Italie dans les années 1970.
En 1982, elle joue dans le long métrage Identification d'une femme de Michelangelo Antonioni. En 1985, elle joue aux côtés de Richard Bohringer dans Folie suisse de Christine Lipinska, et en 1987, elle est à l'affiche du film Didone non è morta (it) de l'artiste féministe Lina Mangiacapre.
En 2002, elle réalise le court métrage documentaire Tre giorni intorno al Sacro Kailash.

## Filmographie

### Actrice
- 1973 : Les Amazones font l'amour et la guerre (Le Amazzoni - Donne d'amore e di guerra) d'Alfonso Brescia
- 1975 : La Dernière Femme (L'ultima donna) de Marco Ferreri
- 1978 : Amleto (da Shakespeare a Laforgue) (it), téléfilm de Carmelo Bene
- 1981 : George Sand, mini-série de Giorgio Albertazzi
- 1981 : Riccardo III (Riccardo III (da Shakespeare) secondo Carmelo Bene), téléfilm de Carmelo Bene
- 1982 : Identification d'une femme (Identificazione di una donna) de Michelangelo Antonioni
- 1984 : Le Rapt ou la Séparation des races[4] de Pierre Koralnik
- 1985 : Folie suisse de Christine Lipinska
- 1985 : Le Diable sur les collines (Il diavolo sulla collina) de Vittorio Cottafavi
- 1986 : Oriane (Oriana) de Fina Torres
- 1987 : Où que tu sois d'Alain Bergala
- 1987 : Didone non è morta (it) de Lina Mangiacapre
- 1992 : Vertigem de Leandro Ferreira

### Réalisatrice
- 2002 : Tre giorni intorno al Sacro Kailash